# Igra (skladba)
»Igra« je skladba Alenke Godec iz leta 1992. Avtor glasbe je Tomaž Kozlevčar, besedilo pa je napisal Dušan Bižal.

## Snemanje
Producent je bil Tomaž Kozlevčar. Skladba je bila izdana na njenem debitanskem albumu Tvoja pri založbi Sraka na zgoščenki.

### Produkcija
- Tomaž Kozlevčar – glasba, aranžma, producent
- Dušan Bižal – besedilo

### Studijska izvedba
- Alenka Godec – vokal

## Perpetuum Jazzile
Leta 2003 je izšla še priredba v izvedbi vokalne skupine Perpetuum Jazzile katere vodja in producent je bil original soavtor skladbe Tomaž Kozlevčar. 
Skladba je izšla pri založbi Kulturno društvo Perpetuum Jazzile, na njihovem drugem studijskem albumu Pozabi, da se ti mudi. Posneto v ljubljanskem studiu Metro

### Zasedba
- Tomaž Kozlevčar – aranžma, producent, umetniški vodja
- Iztok Černe – snemalec
- Aleš Avbelj – bas
- Ratko Divjak – bobni
- Perpetuum Jazzile – spremljevalni vokali